# Prairie humide
Pour les articles homonymes, voir Prairie.

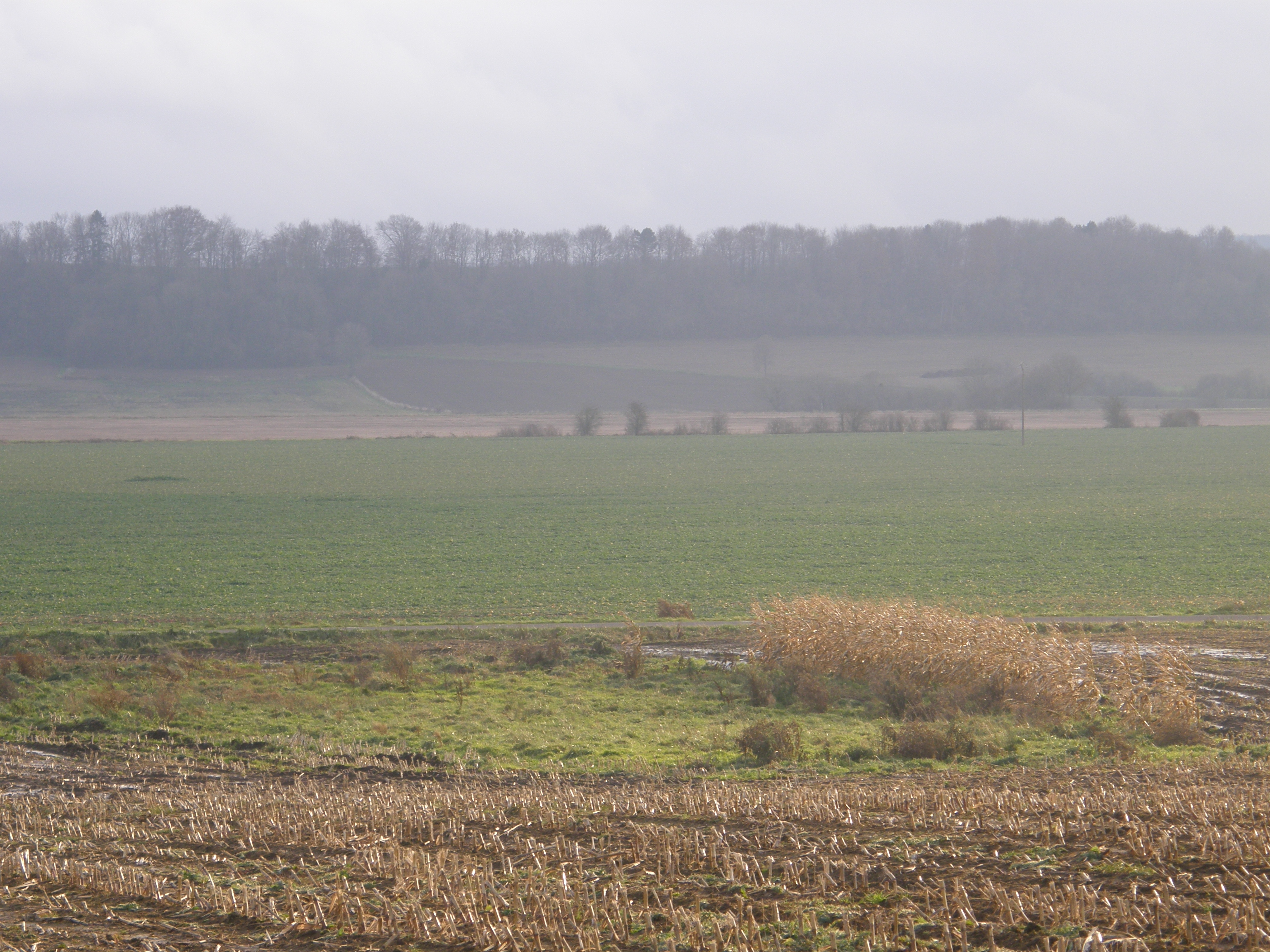
Prairie humide.

Une prairie humide ou prairie inondable est une zone constituée d'une végétation herbacée présente en général à proximité des cours d'eau (prairie en zone alluviale), parfois dans une dépression (dépressions limoneuses, dépressions en montagne, prairies humides dunaires). Il s'agit d'une végétation rase parfois inondée, dont la formation végétale herbacée ne se maintient, le plus souvent, que par l'entretien réalisé par la pratique agricole (fauche, pâturage). 
Ce milieu est l'habitat de nombreuses espèces protégées et/ou patrimoniales (batraciens, campagnol amphibie, orthoptères).
De même, de nombreux oiseaux limicoles se nourrissent sur ces sites.

## Typologie
Les prairies humides sont soumises à des fluctuations de niveau de nappe et aux variations de précipitations. Pour celles qui sont riveraines des cours d'eau, elles se situent dans les zones naturelles d'expansion des crues et sont caractérisées par un engorgement de son sol en eau temporaire (l'hiver) par remontée de la nappe phréatique, pour les autres sur des sols hydromorphes. Ces sols y sont donc humides de manière temporaire ou permanente. Dans la pratique, les écologues distinguent deux grands types : 
- selon le degré d'inondation : les prairies hygrophiles qui se trouvent à des niveaux topographiques bas, soumises à de longues périodes d'inondation et qui restent humides même en été ; les prairies méso-hygrophiles et mésophiles[2] qui se situent à des niveaux topographiques plus élevés que les précédentes, ce qui limite les périodes d'inondations.
- selon la richesse en éléments nutritifs : les prairies humides eutrophes et mésotrophes qui occupent des sols riches à moyennement riches (prairies essentiellement le long des systèmes alluviaux, sur les versants et les plateaux agricoles ; les prairies humides oligotrophes qui se développent sur des sols pauvres (prairies associées aux tourbières, landes et bas-marais).

## Utilité
Les prairies humides relèvent du patrimoine naturel pour plusieurs raisons : le cortège floristique qui peut varier suivant la nature du substrat, le degré d'humidité et la gestion menée sur la parcelle, participe au maintien des corridors biologiques, notamment lorsqu'elles sont associées aux cours d'eau ; les réserves de biodiversité végétale et animale offrent des habitats variés servant pour la faune de garde-manger, de zone de passage ou de refuge, de lieu pour l'hivernage ou la reproduction (frayères pour certains poissons comme le brochet). En tant que zones humides, elles rendent des services écosystémiques au niveau hydrologique : zones tampons, elles contribuent à la prévention des inondations (ralentissement des crues en tant que zone d'expansion, stockage temporaire d'eau, couvert permanent qui réduit l'érosion), au soutien des étiages (restitution progressive de l'eau en période de basses-eaux), à l'épuration des eaux provenant du bassin versant amont (interception physique de l'eau et des sédiments, et chimique avec une dépollution naturelle des eaux, notamment des matières azotées).